# Andrés Bernáldez
Andrés Bernáldez (* um 1450 in Fuentes de León, Provinz Badajoz; † 1513 (unsicher) in Los Palacios y Villafranca, Provinz Sevilla) war ein spanischer Geistlicher und Verfasser einer Geschichte der katholischen Könige. 

## Leben
Bernáldez hatte seine frühe Ausbildung von seinem Großvater, einem Notar in seinem Geburtsort, erhalten. Dieser soll seine ersten historischen Versuche unterstützt haben. Nach den geistlichen Weihen wurde Bernáldez Kaplan des Erzbischofs von Sevilla, Diego de Deza, und Pfarrer von Los Palacios (deshalb auch sein Name: El cura de Los Palacios), wo er die Memorias del reinado de los Reyes Católicos schrieb.
Von Bernáldez ist nur seine Geschichte von Ferdinand II. und Isabella I. überliefert. Als Zeitzeuge veranschaulichte er einige wichtige Aspekte der iberischen Geschichte an der Wende vom 15. zum 16. Jahrhundert. Seine Chronik behandelt die Zeit zwischen 1488 und 1513. Besondere Beachtung fanden seine Berichte zur Eroberung Granadas, die Einführung der Inquisition in Andalusien und die damit verbundene Verfolgung der Conversos, sowie die Vertreibung der Juden aus Spanien von 1492 (Alhambra-Edikt). Viel beachtet sind auch seine Ausführungen zu Christoph Kolumbus, den er persönlich gekannt hatte und den er seinen Angaben zufolge sogar bei sich zu Hause empfangen durfte.

## Werke

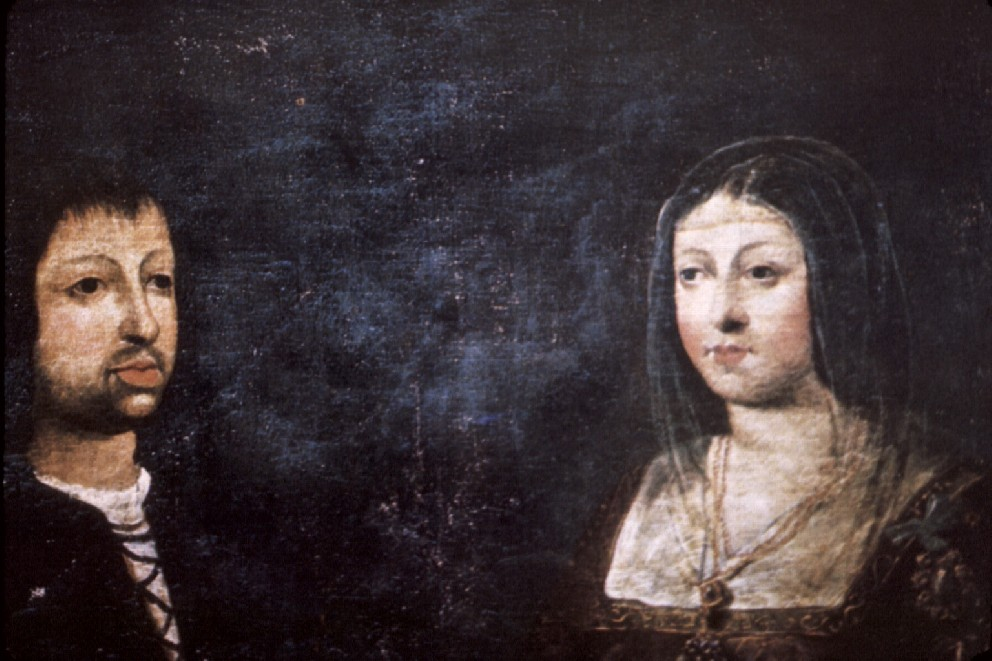
Don Fernando und Doña Isabel bei ihrer Vermählung 1469

- Memorias del reinado de los Reyes Católicos que escribía el bachiller Cura de los Palacios. Manuel Gómez-Moreno Martínez und Juan de M. Carriazo (Hgg.) Madrid 1962
- ältere Ausgabe: Historia de los reyes católicos, Don Fernando y Doña Isabel. Sevilla 1870